# Никорандил
Никорандил (Nicorandil) — донор NO и активатор АТФ-зависимых калиевых каналов. Расширяет артериальные сосуды, снижает постнагрузку на сердце. Подобно нитратам, активирует гуанилатциклазу и расширяет венозные сосуды (снижает преднагрузку). За счет активации КАТФ-каналов митохондрий оказывает кардиопротективное действие. Снижает активность ингибитора активатора плазминогена и в связи с этим снижает риск тромбоза коронарных сосудов.

## Биодоступность
75 %, максимальное действие через 30-60 минут. Назначают внуть 2 раза в сутки при стабильной стенокардии.